# Waldemar Schulze
Waldemar Schulze (* 9. Juli 1930 in Seifersdorf; † 26. Januar 2018) war ein deutscher Politiker der SPD.
Schulze war von Beruf Elektromontageleiter, Erzieher, Sozialarbeiter und Verwaltungsbeamter. Er war verheiratet und hatte ein Kind.
Er trat 1951 der SPD bei. Von 1967 bis zum 13. Dezember 1976 war er Mitglied des Abgeordnetenhauses von Berlin, um anschließend bis 1980 als Vertreter Berlins Mitglied des Deutschen Bundestages zu sein. Nach seinem Ausscheiden aus dem Bundestag war Schulze 1981 für wenige Monate Bezirksbürgermeister von Berlin-Kreuzberg.